# Joan Riera Ferrari
Joan Riera Ferrari (* 10. Juni 1942 in Manacor, Mallorca; † 4. Mai 2017 ebenda) war ein spanischer Maler und Bildhauer.

## Leben
Joan Riera Ferrari studierte in der Reial Acadèmia Catalana de Belles Arts de Sant Jordi, Barcelona (1962–1967). Für seine Arbeiten erhielt er eine Vielzahl von Preisen. Im Jahr 1992 vertrat er Spanien auf der Expo 92. Er richtete eine große Zahl von Hotels ein, darunter das Tucan in Cala d’Or und das Cala d’Or in Santanyí.
Riera Ferrari befasste sich auch mit einer durch Auftragung vieler Schichten dreidimensional gestalteten Malerei mit Acryl, Ölfarbe, Sand und Kieselsteinen. Als Motive dienten dabei vor allem Küstenlandschaften.